# ハ・ヨンス
ハ・ヨンス（하연수 夏沇秀、Ha Yeon Soo、1990年10月10日 - ）は、日本で活動している韓国出身の女優、モデル。
釜山広域市出身。TWIN PLANET所属。

## 来歴
1990年、釜山（当時はまだ広域市になる前）に2人兄妹の末っ子として生まれる 。
幼い頃から絵が好きで、高校時代はアニメーションを専攻していた 。進学のためソウルに上京し学費を稼ぐためにモデルとして働いていたが、モデルとして注目を集めたのをきっかけに芸能界の道に進む。日本でもモデル活動をしていたことがある。
2013年、映画『恋愛の温度』で女優デビュー。同年、ドラマ『モンスター～私だけのラブスター』では新人にしてヒロインに抜擢され、ナチュラルな可愛さから日本の女優の蒼井優や宮崎あおい、歌手のIUに似てると話題になった。異国的な容姿からデビュー当時は外国人に間違われることも多かった。
2015年9月、所属していたBHエンターテイメントのマネージャーが独立し、新しく設立した会社「マネジメントA.N.D」へ同じく同社所属のシム・ウンギョンと共に移籍。
生理用品を買うことができない女性たちがいるというニュースを見て、2016年8月、視覚障害者の福祉施設に女性用品を寄付した。
2018年5月、日本のドラマ「リッチマン、プアウーマン」の韓国リメイク版『リッチマン』に出演し、日本では石原さとみが演じたヒロインを演じた。
同年9月、PLKエンターテイメントへ移籍し、2020年6月からはANDMARQに所属していた。
2022年5月、同年初頭にANDMARQとの専属契約が終了し、美術留学目的で日本に渡航していたことが報じられた。
2022年11月、日本で女優活動を行うことを明らかにし、同国の芸能事務所であるTWIN PLANETとの間で専属契約を締結したことを同月18日に発表した。

## 人物
- 日本語は独学で勉強した[14]。日本のアニメ『それいけ!アンパンマン』や『ジョジョの奇妙な冒険』を視聴して覚えたという[15]。
- 趣味は油絵、フィルム写真[14]。
- 来日後、ウサギの“マヨ”を飼い始めた[14]。将来的にはウサギ保護の活動にも尽力したいとインタビューで答えている[14]。

## 出演

### テレビドラマ
- モンスター〜私だけのラブスター（2013年、tvN） - ミン・セイ 役
- じゃがいも星（2013年-2014年、tvN） - ナ・ジナ 役
- 伝説の魔女～愛を届けるベーカリー（2014年 - 2015年、MBC） - ソ・ミオ 役
- コント・アンド・ザ・シティー（2015年、tvN） - ハ・ヨンス 役
- おひとりさま〜一人酒男女〜（2016年、tvN） - ファン・ジュヨン 役
- オー！ 半地下の女神たちよ（2017年、On Style） - ヒス 役
- リッチマン（2018年、Dramax） - キム・ボラ 役
- 連続テレビ小説 虎に翼（2024年、NHK総合） - 崔香淑[16] / 汐見香子 役

### 映画
- 恋愛の温度（2013年） - チュ・ヒョソン 役
- 天気雨降る（2014年） - ゆり 役
- 愛の旋律（2019年） - ホン・チャンミ 役

### 配信ドラマ
- おもちゃであそ部（2025年、スキドラ YouTube 他） - アン・スア 役[17]

### CM
- 2013年 Denmark Pocket Cheese（カン・ハヌルと共演）
- 2013年 Denmark Drinking Yogurt
- 2013年 Nexon Maginobi
- 2013年 NH Finances
- 2013年 Ok Cashbag
- 2013年 Linea Storia
- 2014年 Sunshowers MPGR
- 2014年 Limitedition
- 2014年 Nongshim
- 2015年 Sudden Attack
- 2016年 ブラダソーダ
- 2016年 Natuur Pop
- 2016年 Sudden Attack 2

### 広告モデル
- 2013年 Samsonite RED （ソン・ジュンギと共演）
- 2013年 SKINFOOD（イ・ジョンソクと共演）
- 2013年 Duffe
- 2013年 - 2014年 Smart Uniform
- 2014年 イプチング（じゃがいものお菓子）
- 2014年 SKINFOOD
- 2014年 Lipton ice tea
- 2015年 - 2016年 Brother#Soda
- 2016年 ALUU Beauty Professional
- 2017年 IMMEME
- 2017年 elis

## 音楽活動

### ミュージックビデオ
- 2012年 Love Is Falling in Dronps （10cm）
- 2015年 Let’s Not Fall in love（BIGBANG）
- 2019年 Heart（Punch）

### 楽曲参加
- 2013 Past Days（モンスターOST）
- 2013 Atlantis Princess（モンスターOST）
- 2013 Don’t make me cry（モンスターOST）
- 2013 Only that is my world/March（モンスターOST）
- 2013 Practice（モンスターOST）
- 2013 The Blowing Wind Cover（モンスターOST）
- 2013 What You Mean To Me（モンスターOST）
- 2013 In The Distance Cover Kim Wang Seok（ep.50、じゃがいも星）
- 2014 Love Is An Open Door Cover Frozen（ep.83、じゃがいも星）
- 2015 Todak-Todak（天気雨降るOST）
- 2016 Rosebud（あなたの名前はチャンミOST）

## バラエティー、リアリティ番組
- ニュー!日曜日は楽しいランニングマン ep.198（2014年、SBS）
- My Little Television（2015年、MBC）
- Night of TV Entertainment（2015年、SBS）
- Showbiz Korea（2015年、Arirang TV）
- Follow Me 7（2016年、FashionN TV）
- ワルイコあつまれ（2023年7月 - 、NHK Eテレ）
- ハングルッ!ナビ（2024年4月 - 、NHK Eテレ） - スキット出演
- あさイチ（2024年9月3日、NHK総合） - ゲスト[15]

## ファッションショー
- 2013年 ヴェラ・ウォン Fall 2013 Bridal Collection[18]

## 写真集
- On the way home（2017年3月）[19]

## 受賞履歴
- 2016年 第7回 女性20's Booming star賞受賞（モンスター）